# Taikang Insurance Group
Taikang Insurance Group — китайская компания взаимного страхования, специализируется на страховании жизни, также занимается управлением активами, медицинским страхованием и обслуживанием, домами престарелых. В списке крупнейших компаний мира Fortune Global 500 за 2021 год заняла 343-е место.

## История
Компания была основана в 1996 году в Пекине бизнесменом Чэнь Дуншэном. В 2006—07 годах были созданы дочерние компании по управлению активами и управлению пенсионными фондами. В 2016 году компания за 233 млн долларов приобрела 13,5 % акций Sotheby’s, став крупнейшим акционером знаменитого аукционного дома. 

## Акционеры
В 1993 году будущий глава Taikang Insurance Чэнь Дуншэн (Chen Dongsheng) основал китайскую аукционную компанию China Guardian Auctions. Эта компания является крупнейшим акционером Taikang Insurance (24 %), ещё 13 % акций принадлежит одному из крупнейших инвестиционных банков США Goldman Sachs, 11 % — сингапурскому суверенному фонду Temasek Holdings.

## Деятельность
Страховые премии за 2018 год составили 117,4 млрд юаней ($18 млрд), на рынке страхования жизни КНР имеет долю 4,4 %.